# Saint-Martial (Cantal)
Saint-Martial település Franciaországban, Cantal megyében. Lakosainak száma 71 fő (2022. január 1.). Saint-Martial Chaudes-Aigues, Fridefont, Maurines és Neuvéglise-sur-Truyère községekkel határos.

## Népesség
A település népessége az elmúlt években az alábbi módon változott:
| Lakosok száma | 124  | 83   | 78   | 83   | 69   | 80   | 81   | 75   | 72   | 71   |
|               | 1968 | 1982 | 1990 | 2006 | 2013 | 2015 | 2017 | 2019 | 2020 | 2022 |